# Грейт-Саунд (Бермуды)
Грейт-Саунд (англ. Great Sound) — лагуна в юго-западной части Бермудских Островов. Грейт-Саунд окружён островами со всех сторон кроме северо-востока, где соединяется с Атлантическим океаном.
На юге Грейт-Саунд граничит с гаванью Литл-Саунд, они разъединены двумя небольшими полуостровами. На востоке лагуна сужается, образуя гавань Гамильтона. В акватории находится ряд небольших островов: Даррел, Хокинс, Лонг-Айленд, Маршаллс и Хинсон. В северной части лагуны есть коралловые рифы, через который был пробит проход для судов. У устья лагуны находится глубокая впадина Грасси-Бей.
Лагуна соединена с морей проливом шириной около двух километров.
Через Грейт-Саунд проходят все суда, направляющиеся в Гамильтон. Минимальная глубина фарватера — 8,2 м. Наибольшие глубины измерены в южной части лагуны. В заливе проводился Кубок Америки 2017 года.
Первыми европейцами, ступившими на Бермудские Острова, были испанцы. В 1603 году судно капитана Диего Рамиреса село на мель у берега гавани. Испанцы разбили лагерь на северном берегу Грейт-Саунда и провели три недели за починкой судна. Они же подготовили первую карту острова.